# Смоленская областная организация ВЛКСМ
Смоленская областная организация Всесоюзного Ленинского Коммунистического Союза Молодёжи (ВЛКСМ) — общественно-политическая молодёжная организация на территории Смоленской области во времена СССР, региональное отделение ВЛКСМ (комсомола) в Смоленской области.

## Создание РКСМ в Смоленской губернии

### Первые молодёжные объединения
В 1911-1912 годах в Смоленске создаётся ряд нелегальных кружков учащейся молодёжи. В большинстве своем это были стихийные, организационно неоформленные молодёжные объединения. В основном, их деятельность ограничивалась изучением марксистской и другой запрещённой политической литературы.
После Февральской революции 1917 года деятельность молодёжных кружков заметно активизируется. Новые социалистические объединения молодёжи создаются в ряде уездов Смоленской губернии. В это время на должность председателя организации учащихся низших учебных заведений Смоленска избирается Борис Кузнецов, в будущем видный комсомольский работник.
В июле-августе 1917 года на VI съезде РСДРП(б) была принята резолюция «О союзах молодёжи», которая предусматривала создание самостоятельных организаций пролетарского юношества, ведущих под руководством партийных комитетов пропаганду идей социализма среди молодёжи.
После Великой Октябрьской социалистической революции 1917 года в истории молодёжного движения наступает новый этап, связанный с комсомолом.
6 апреля 1918 года в городе была создана Смоленская организация Союза рабочей молодёжи «III Интернационал». Председателем комитета Союза был избран Цейтлин Б.Л. В работе Союза выделялись Николай Чаплин, Борис Кузнецов, Иосиф Грейфенбергер, Иосиф Флакс, М. Ахманов, Элизар Гинзбург.
Подобные союзы молодёжи появлялись и в других городах губернии: в Ярцево (организатор – П. Ульянов, А. Соколова), Гжатске (С. Вершинин), Рославле (К. Шанин), Вязьме (М. Корчевская), Сычевке.

### Создание РКСМ в Смоленске
Первый Всероссийский съезд союзов рабочей и крестьянской молодёжи открылся в Москве 29 октября 1918 года. Этот день считается днём основания комсомола. Съезд принял решение об образовании Российского Коммунистического Союза Молодёжи (РКСМ). Делегатами на съезд от Смоленского Союза молодёжи были избраны Ахманов и Прокшиц. Ахманов избирался в президиум съезда и вошёл в состав первого Центрального комитета РКСМ.
В ноябре 1918 года Смоленский Союз рабочей молодёжи «III Интернационал» был реорганизован в Смоленскую городскую организацию РКСМ. Одной из основных задач молодого Союза стало образование комсомольских организаций на местах. Городской комитет комсомола 24 апреля 1919 года создал из своего состава организационное бюро по созыву губернского съезда, его ещё называли временным «губкомолом». В бюро вошли Иосиф Флакс (председатель), Элизар Гинзбург и Борис Кузнецов.
23 июня 1919 года на третьем этаже клуба «III Интернационал» (современная Областная универсальная библиотека имени А. Т. Твардовского) открылся первый губернский съезд рабоче-крестьянских организаций молодёжи. На съезде присутствовало 12 делегатов, представляющих 250 членов РКСМ. Смоленскую городскую организацию представляли В. Будкевич, Э. Гинзбург, Б. Кузнецов, А. Садовский, К. Симонов, Н. Чаплин; Ярцевскую – Д. Левштейн, А. Соколова, П. Ульянов; Вяземскую – Г. Митрофанов; Рославльскую – К. Шанин; Гжатскую – И. Синицын.
Съезд принял резолюцию, в которой записано: «Первый съезд организаций рабоче-крестьянской молодёжи всецело присоединяется к Российскому Коммунистическому Союзу Молодёжи, признает его программу и тактику». [Краткий очерк истории Смоленской областной комсомольской организации (Методический материал в помощь лектору). – Смоленск, 1988.] Был избран первый губком РКСМ: Б. Кузнецов (председатель), А. Соколова (заместитель председателя), Э. Гинзбург (секретарь), Г. Митрофанов, И. Синицын, П. Ульянов и Е. Шанин. 23 июня 1919 года принято считать днём рождения Смоленской областной комсомольской организации.
23 сентября 1919 года открылся II губернский съезд Союза. На этом съезде присутствовали представители уже от 62 организаций, которые объединяли около 2300 человек. А в марте 1920 года состоялся III губернский съезд РКСМ, на который съехалось более 200 делегатов от 12000 комсомольцев. По тем временам это была одна из крупнейших комсомольских организаций в России.
К концу 1919 года почти во всех уездах Смоленской губернии были созданы комсомольские ячейки. Ельнинскую организацию РКСМ возглавил известный в будущем поэт М. В. Исаковский.

### Первые молодёжные газеты
Первым губернским комсомольским печатным изданием стала газета «Авангард коммунизма», первый и единственный номер которой вышел 31 августа 1919 года. Сказалась нехватка кадров, бумаги и финансов.
На III губернском съезде РКСМ (1920 год) был учреждён новый орган комсомола Смоленщины, который получил название – «Юный товарищ». В состав редколлегии вошли Евгений Гарабурда (ответственный редактор), Иван Бобрышев и Виктора Цикото. Первый номер газеты вышел 22 апреля 1920 года. С этого дня газета выходила регулярно, как правило, еженедельно. За 1920 год было издано 27 номеров.
После скоропостижной смерти Е. Гарабурды (30 октября 1920 года) редактором газеты стал И. Бобрышев, который впоследствии возглавит «Комсомольскую правду».

## Комсомол Смоленщины в 1920—1930-х годах

### Гражданская война
За период гражданской войны комсомол провёл три всероссийские мобилизации. Первая мобилизация комсомольцев была проведена в мае 1919 года на Восточный фронт, где шла борьба с адмиралом Колчаком. На фронт ушло около трёх тысяч воинов-комсомольцев, в том числе, более ста смолян.
В октябре 1919 года была проведена вторая мобилизация. Около 200 комсомольцев Смоленской губернии отправилось на Южный фронт, воевать с армией Деникина. На Южном фронте отличился созданный из смоленской молодёжи «Особо-Кавалерийский железный полк». Многие его бойцы были награждены орденом Красного Знамени, а командир полка – Б. С. Горбачев – был награждён тремя орденами Красного Знамени.
Для увеличения численности организации РКСМ проводил так называемые «Недели Красной молодёжи». Делом агитации занимались военно-мобилизационные тройки, которые ездили по губернии и создавали комсомольские ячейки.
Весной 1920 года была объявлена третья мобилизация комсомольцев на Западный фронт. Смоленский губком партии принял решение послать на Западный фронт 400 коммунистов и 250 комсомольцев.
Всего за годы гражданской войны и иностранной интервенции по трем Всероссийским мобилизациям на фронт ушло более 25 тысяч юношей и девушек, в том числе 1500 смоленских комсомольцев.
В 1928 году, в десятую годовщину Красной Армии, комсомол, в ознаменование его боевых заслуг в период иностранной военной интервенции и гражданской войны, был награждён орденом Красного Знамени. Честь принять боевой орден и приколоть его к Красному знамени ВЛКСМ была предоставлена воспитаннику Смоленского комсомола Н. П. Чаплину.

### НЭП, индустриализация, коллективизация
В 1921 году состоялся IV Всероссийский съезд РКСМ, который призвал юношей и девушек к активному участию в восстановлении и укреплении промышленности и сельского хозяйства. Вскоре из числа комсомольцев на фабриках и заводах, в деревнях создаются ударные трудовые отряды, распространяются коммунистические субботники.
Силы смоленского комсомола в первую очередь были брошены на борьбу с топливным кризисом. Сотни комсомольцев поехали на торфяные разработки, лесозаготовки. Молодёжь активно трудилась на восстановлении фабрик и заводов. В 1922 году были восстановлены и пущены в ход Издешковский известковый завод, Смоленский кирпичный, крахмалопаточный, мыловаренный, Рославльский маслобойный, Дорогобужский кожевенный, Ярцевский электротехнический заводы.
На селе комсомольцы проводили «месячники красного пахаря». Широко практиковался засев «комсомольских десятин». Деньги, полученные за продажу урожая с этих десятин, шли на покупку сельскохозяйственной и художественной литературы.
Авторитет комсомола на селе постепенно возрастал: в 1923 году в уездные Советы Смоленской губернии было избрано 447 комсомольцев, в волостные исполкомы – 340, в сельские Советы – 610, в комитеты крестьянской взаимопомощи – 358, в земельные комиссии – 217.
Постепенно росла и численность смоленского комсомола: если на начало 1922 года в организации насчитывалось 3920 юношей и девушек, то к 1926 году в его рядах состояло уже 18 тысяч человек.
В 1927 году после XV съезда партии в стране началась кампания по коллективизации села. Смоленские комсомольцы только за 1927 год создали около 1500 ТОЗов (товариществ по совместной обработке земли). В феврале 1929 года Смоленский комсомол по призыву ЦК ВЛКСМ включился в поход за урожай и коллективизацию. В результате похода на Смоленщине было создано 300 сельскохозяйственных артелей.
К концу 1933 года в сельскохозяйственное производство области было направлено 53 200 членов ВЛКСМ. Председателями колхозов были избраны 494 комсомольца, председателями сельсоветов – 126 членов ВЛКСМ.
В мае 1928 года при комсомольской ячейке губернского отдела народного образования был создан первый в Смоленске отряд «легкой кавалерии». Свою деятельность он начал с проверки положения дел в детских домах и общежитиях подростков города. К осени 1928 года в губернии насчитывалось уже 52 отряда «легкой кавалерии». Были созданы областной и районные штабы. (БМ.103)
Смоленские комсомольцы принимали участие в крупнейших стройках 1930-х годов: Днепровская гидроэлектростанция (1400 человек), шахты Донбасса (более 5000 человек), Магнитогорский металлургический комбинат (1350 человек), Комсомольск-на-Амуре (около 1500 человек) и многие другие.
Участвовал комсомол и в ликвидации неграмотности и малограмотности в городе и деревне. Комсомольцы занимались созданием кружков по обучению грамоте, открывали клубы, избы читальни, библиотеки. В большинстве городов Смоленской губернии в распоряжение комсомольских комитетов были выделены клубы. Например, в Смоленске наибольшей популярностью пользовался Клуб рабочей молодёжи имени К. Либкнехта. В Смоленске, Вязьме, Рославле, Духовщине имелись комсомольские спортклубы.
В деятельности комсомола имела место и антирелигиозная агитация. Устраивались антирелигиозные вечера, в противовес религиозным праздникам проводились «комсомольские рождества», «комсомольские пасхи», во время которых организовывались торжественные шествия, митинги, собрания.
Комсомол являлся шефом ВМФ. Областная Смоленская организация имела свои подшефные корабли на Чёрном и Балтийском морях. Регулярно проходили «недели Красного флота». Проводился обмен делегациями, поддерживалась постоянная переписка.
Во всех комсомольских организациях области проходила подготовка «ворошиловских стрелков», сдача норм ПВХО (противовоздушная и противохимическая оборона), ГСО (готов к санитарной обороне). Без отрыва от производства молодёжь овладевала искусством вождения самолётов, умением прыгать с парашютом. Устраивались военные походы и игры, по инициативе ВЛКСМ была введена сдача норм на значок ГТО (готов к труду и обороне) и БГТО (будь готов к труду и обороне).
К 1934 году комсомольская организация Смоленской области насчитывала около 115000 членов ВЛКСМ.

## Комсомол Смоленщины в годы Великой Отечественной войны

### Великая Отечественная война
Утром 22 июня 1941 года началась Великая Отечественная война.
В первые же дни войны из 130 тысяч смолян-комсомольцев около 32 тысяч ушли добровольцами на фронт. Многие из них проявили большой героизм и погибли, защищая свою Родину.
Так одним из первых встретился на западных рубежах и героически погиб в борьбе с немецко-фашистскими захватчиками ярцевский комсомолец А. М. Борисов. Уже 22 июля 1941 года ему посмертно было присвоено звание Героя Советского Союза.
Воспитанники Смоленского комсомола были и среди участников героической обороны Брестской крепости: В. Горчаков, В. Соколов, Д. Кухаренко, И. Дорофеев, А. Жигунов, И. Титов, В. Чистяков, М. Фоменков.
Та молодёжь, что не ушла на фронт, а также пионеры и школьники, участвовали в строительстве оборонных укреплений. По берегам Днепра, Десны, Сожи и вдоль других естественных преград. Они рыли противотанковые рвы, окопы, сооружали дзоты. На лесных дорогах делались завалы.
В каждом городе и районе были созданы истребительные батальоны для борьбы с вражескими лазутчиками и парашютистами.
Комсомольская молодёжь стойко билась с фашистами во время Смоленского сражения и в боях за Москву. Двум воспитанникам Смоленской областной комсомольской организации, лётчику К. Н. Титенкову из Ярцева и артиллеристу П. Д. Хренову из Демидовского района, было присвоено звание Героя Советского Союза.
В это время на оккупированных территориях Смоленщины разрастается партизанское движение. Осенью 1941 года в тылу врага оставалось около 20 тысяч комсомольцев. В районах действовала 31 подпольная комсомольская организация и 45 первичных ячеек в партизанских отрядах. А уже к осени 1942 года под руководством подпольных райкомов партии в области действовали 16 подпольных райкомов ВЛКСМ. Они поддерживали связь и активно содействовали партизанским отрядам, каких на Смоленщине насчитывалось 119 (около 60 тысяч человек).
Например, в партизанском соединении имени Бати (Батя – партизанское имя командира соединения Н. З. Коляды) был известен 17-летний комсомолец В. Т. Куриленко. Он с товарищами пустил под откос 5 вражеских поездов. Но на одном из заданий молодой партизан-подрывник был смертельно ранен и погиб. 1 сентября 1942 года В. Т. Куриленко было посмертно присвоено звание Героя Советского Союза.
Звания Героя удостоились и смоленские комсомольцы-партизаны: П. А. Галецкий, С. В. Гришин, Д. П. Григорьев, М. С. Добрынин, П. П. Иванов, И. П. Гоманков.
Для организации молодёжного подполья в 1942 году в тыл врага было переброшено более 100 инструкторов-организаторов, прошедших подготовку в партизанской школе ЦК ВЛКСМ. Среди них были и секретари Смоленского ОК ВЛКСМ А. Я. Винокуров, К. А. Емельянов, А. А. Фроленков.
В борьбе с немецкими оккупантами погибли секретари подпольных райкомов ВЛКСМ: Глинковского – Н. Терещенкова, Батуринского – П. Байков, Дорогобужского – И. Рябушкин, Издешковского – М. Михайлова, Касплянского – И. Романюгин, Руднянского – З. Меркина, Ельнинского – Н. Кубекин, Духовщинского – М. Тимофеева, Понизовского – Н. Герасимова, Холм-Жирковского – П. Симонов, Семлевского – И. Васильев и многие другие комсомольские вожаки.
Представители Смоленского комсомола отличились на всех фронтах, в том числе, и при взятии Берлина. Комсомолец из Рудни М. А. Егоров с М. В. Кантария водрузили знамя Победы над германским рейхстагом.
Всего Смоленская область в пределах её территориальных границ предвоенных и военных лет (то есть до передачи в конце войны 16 районов в состав вновь образованных соседних областей) дала Родине около 350 Героев Советского Союза. А если эти 16 районов не включать, то Смоленщина является родиной 252 Героев, 36 из них были комсомольцами.

### Восстановление хозяйства после войны
Во время войны в Смоленске было уничтожено 93 % жилого фонда, почти все общественные здания, 120 промышленных предприятий, городской трамвай, водопровод, электростанции, железнодорожный узел. Были сожжены почти все деревни, разорены все колхозы, совхозы, МТС и т. д. Материальный ущерб, причинённый хозяйству области, составил около 41 миллиарда рублей.
В августе 1943 года ЦК ВКП(б) принял постановление «О восстановлении хозяйства Смоленской области», 21 августа СНК СССР и ЦК ВКП(б) приняли совместное решение «О неотложных мерах по восстановлению хозяйства в районах, освобождённых от военной оккупации». Эти документы, а также постановление Советского правительства от ноября 1945 года о первоочередном восстановлении 15 старейших русских городов, разрушенных немцами (в том числе Смоленска и Вязьмы), послужили дополнительным стимулом для привлечения финансовых и людских ресурсов к делу восстановления Смоленщины.
Численность комсомола Смоленской области к осени 1943 года упала до 18 тысяч человек. Но за последующие полтора года комсомольцами стали свыше 21 тысячи юношей и девушек.
Комсомольцы проделали большую работу по подготовке школ к началу занятий, по взятию на учёт всех детей школьного возраста, по обеспечению их одеждой и обувью. Но основные их силы были брошены на строительство.
Комсомол стал инициатором движения добровольческих строительных отрядов. Уже в начале 1944 года на Смоленщине работало более 1200 комсомольско-молодёжных строительных бригад. Одну из первых бригад создала комсомолка, связист Смоленского почтамта Клавдия Савченко.
В бригадах велась строгая отчётность. Например, каждый её участник имел книжку «Мой трудовой вклад в дело возрождения родного Смоленска». В этот документ заносились сведения о часах, отработанных на строительстве, о количестве собранного металлолома, о посаженных деревьях и тому подобное.
С сентября 1943 по сентябрь 1944 года силами молодёжных бригад было построено более 7 тысяч жилых домов и других построек.
Смоленская городская комсомольская организация в 1946 году стала победителем социалистического соревнования среди комсомольских организаций 15 крупнейших русских городов, разрушенных немцами. ЦК ВЛКСМ наградил её Почётной грамотой и выдал денежную премию в размере 10 тысяч рублей.
Широкое распространение в первые послевоенные годы получили такие формы участия молодёжи в развитии сельского хозяйства, как молодёжные звенья высокого урожая, комсомольско-молодёжные молотильные и транспортные бригады. В большинстве своем в этих звеньях работали девушки, так как мужчин после войны было мало. Зимой девушки собирали золу и птичий помёт на удобрения. Это приходилось делать, потому что ни минеральных, ни органических удобрений, из-за отсутствия скота, не было. Скот в Смоленскую область вскоре стали перегонять из областей и республик, которые не подверглись оккупации.
Во всех отраслях сельскохозяйственного производства появляются комсомольско-молодёжные бригады и звенья. На многих предприятиях Смоленщины распространяется движение за скоростные методы работы. В 1950 году только в Смоленске 502 комсомольско-молодёжные бригады получили звание бригады высокого качества.
Около 170 членов комсомола Смоленщины за период с 1947 по 1950 года были награждены орденами Советского Союза.

## Комсомол Смоленской области в 1950—1970-е годы

### Целина
Сентябрьский (1953 год) Пленум ЦК партии призвал юношей и девушек СССР к делу освоения целинных и залежных земель. Из всех краев страны на целину устремилось более 350 тысяч посланцев комсомола.
18 марта 1955 года II пленум Смоленского горкома ВЛКСМ постановил: «Отобрать и направить на целинные земли 200 молодых строителей». 20 апреля того же года на целину уехали выпускники училищ механизации сельского хозяйства – около 600 юношей и девушек, а 27 апреля – 325 молодых строителей. Предприятия и учреждения Смоленска направили по комсомольским путёвкам 265 представителей молодёжи, из Рославля было направлено 87 человек, из Вязьмы – 50. 13 июля 1956 года на уборку целинного урожая уехало около 800 смолян, из них 100 человек из Рославля, 86 комсомольцев Вязьмы, 46 ярцевчан и 41 комсомолец из Демидова.
Смоляне работали на полях Кустанайской области: студенты физкультурного и медицинских институтов – в Айдарлинском зерносовхозе, студенты педагогического института – в зерносовхозе имени Герцена Октябрьского района, рославльчане – в колхозах «Дружный труд» и имени Чапаева, сафоновцы – в колхозе имени Ильича, а студенты Демидовского сельскохозяйственного техникума – в Карасульской МТС Карасукского района. 500 наиболее отличившихся комсомольцев нашей области были награждены значками ЦК ВЛКСМ «За освоение новых земель» и почётными грамотами.
В апреле 1958 года по призыву XIII съезда ВЛКСМ советские девушки, в том числе и смолянки, поехали в районы целинных и залежных земель для организации там лучшего быта. Комсомол за участие в освоении целинных и залежных земель Указом Президиума Верховного Совета СССР от 5 ноября 1956 года был награждён пятым орденом – орденом Ленина.

### Комсомольская организация в 1950—1970-е годы
В 1950-е годы молодёжь Смоленщины приняла активное участие в разработке сафоновского угольного месторождения. Шахта №8 была даже названа «Комсомольской».
Работали комсомольцы и на крупнейшей стройке области – Дорогобужской электростанции, которая была торжественно открыта 25 августа 1957 года. Комсомол шефствовал над строительством смоленского стадиона «Спартак».
В середине 1950-х годов в Смоленске был объявлен поход молодёжи за технический прогресс. Члены ВЛКСМ следили за рациональным использованием оборудования и сырья, улучшением организации труда. Широкое распространение в городах области получили созданные по инициативе молодёжи «комсомольские копилки». К 40-летию Великой Октябрьской социалистической революции юноши и девушки Смоленска сберегли 59 миллионов рублей. Всего молодёжь Смоленщины в 1957 году сэкономила 168 миллионов рублей.
Городские комсомольские организации брали шефство над колхозами и совхозами. Горкомы ВЛКСМ организовывали в субботние и воскресные дни массовые выезды молодых рабочих на село. На заводах и фабриках создавались специальные комсомольско-молодёжные бригады, которые выезжали в колхозы и строили там жилые дома, животноводческие фермы, механизировали производство.
В это время на Смоленщине разворачивается соревнование между комсомольско-молодёжными коллективами за звание бригад коммунистического труда. В основу соревнования была положена задача всемерного повышения производительности труда и механизации производства.
В сельском хозяйстве остро стоял вопрос нехватки рабочих рук, так как молодое поколение, в большинстве своем, уезжало из деревни. Комсомол был призван к решению этой проблемы. По комсомольским путёвкам Смоленского ОК ВЛКСМ только за 1954 год в деревню вернулось около 15 тысяч юношей и девушек.
В колхозах и совхозах области развернулось строительство типовых животноводческих помещений. На их возведении трудилось более 200 комсомольско-молодёжных строительных бригад.
В годы семилетки (1959-1965) комсомол объявляет массовый поход молодёжи за повышение производительности труда. Смоленские комсомольцы в это время принимают участие в сооружении Гнездовского комбината железо-бетонных изделий, завода силикатных стеновых материалов, домостроительного комбината и других предприятий.
В середине 60-х широкое развитие получил комсомольский контроль. При комитетах ВЛКСМ активно действовал «комсомольский прожектор». Областной штаб «комсомольского прожектора» проводил массовые рейды по изысканию резервов роста производительности труда, выявлению неустановленного оборудования, выполнению планов внедрения в производство достижений науки и техники, по сохранности и использованию сельскохозяйственных машин.

### Смоленский областной студенческий строительный отряд имени Ю. А. Гагарина.
Отправной точкой стройотрядовского движения принято считать 1959 год, когда 339 студентов-физиков МГУ имени М.В. Ломоносова поехали работать в Казахстан на целину. В Смоленской области первыми стали 9 студентов СФ МЭИ, которые летом 1964 года отправились на электрификацию сёл Велижского района. Этот отряд ещё не был организационно оформлен, но именно он положили начало Смоленскому областному ССО имени Ю. А. Гагарина.
Количество бойцов областного ССО с каждым годом росло: если в 1968 году их насчитывалось около 2,5 тысяч, то уже в 1975 году на стройках области работало более 12 тысяч студентов, - это был один из самых крупных ССО в стране. В это время стал популярен лозунг «Живешь на Смоленщине – будь строителем».
Об организации работы студенческих отрядов рассказывает командир Смоленского областного ССО с 1987 по 1991 годы В. П. Архипенков: «Весной районы присылали заявки на строительство объектов в областной штаб и параллельно в «свой» институтский штаб ССО. Командиры отрядов выезжали на места, для заключения конкретных договоров. В них оговаривались условия проживания студентов, размер зарплаты, - то есть все то, что было необходимо для нормальной работы. Потом, как правило, уже под конкретный объект, формировался стройотряд, численность которого в среднем составляла 10-30 человек - это был линейный отряд. Один крупный институт мог «закрыть» сразу несколько районов области. Во главе стоял зональный штаб, высшее звено над ним - областной штаб ССО».
В разное время командирами областного штаба были: В. М. Костюченко, В. П. Теслин, В. П. Архипенков. Большой вклад в развитие стройотрядовского движения в Смоленской области внесли: Ю. И. Николаев, А. И. Шкадов, Ю. Н. Ребрик, Н. М. Булдаков, О. И. Дядев, В. Д. Голичев, А. Я. Ковалев и многие другие. В. В. Делюкин, занимавший должность I секретаря ОК ВЛКСМ с 1986 по 1989 год, впоследствии стал командиром Всесоюзного Штаба студенческих отрядов.
В первое время силы студенческих отрядов были направлены главным образом на электрификацию села, потом постепенно приоритеты перешли на строительство. Строили все, начиная с жилых домов и животноводческих ферм и заканчивая заводами и электростанциями.
Например, в 1980 году бойцы ССО участвовали в строительстве 721 объекта, среди них: Смоленская АЭС, Рославльский завод тормозной аппаратуры, Ярцевский чугунолитейный завод и некоторые другие важнейшие стройки области. За третий трудовой семестр 1980 года Смоленским областным стройотрядом (командир В. М. Костюченко) было освоено 36,4 млн рублей капиталовложений.
В 1972 году Всесоюзный студенческий отряд взял шефство над родиной первого космонавта – городом Гагариным. На объектах города вместе с ребятами из Москвы, Ленинграда и Смоленска трудились и иностранные студенты. На счету Гагаринского интеротряда – строительство школ, детского сада, автовокзала, типографии, поликлиники и многих других объектов.
Помимо непосредственной работы на объектах студенты занимались шефской помощью ветеранам, работали с трудными подростками, устраивали воскресники и дни ударного труда в пользу различных фондов (Фонд строительства и развития города Гагарина, Детский фонд), встречались с космонавтами. Разнообразной была и культурно-массовая работа. Визитной карточкой интеротряда были так называемые «Дни республик», во время которых представители от каждой союзной республики устраивали свои национальные праздники.

## Кризис и распад ВЛКСМ

### Комсомол в 1980-е годы
В 1980-х годах, комсомол по-прежнему принимал непосредственное участие в развитии народного хозяйства. Во время XI пятилетки (1981-1985 годы) на Смоленщине зародилось движение «Всем классом – на село!» Всего в 1985 году к работе в сельскохозяйственном производстве, сельском и мелиоративном строительстве области приступили 1530 юношей и девушек. Следует отметить, что многие из них вскоре покидали свои рабочие места и возвращались в город.
За годы XI пятилетки 13 молодых смолян были удостоены премии Ленинского комсомола, 67 – премии комсомола Смоленщины имени Ю. А. Гагарина.
В сентябре 1986 года решением ЦК ВЛКСМ и Центрального штаба похода комсомольцев и молодёжи по местам революционной, боевой и трудовой славы Коммунистической партии и советского народа областная комсомольская организация за успехи в коммунистическом воспитании молодёжи была удостоена чести торжественно открывать Всесоюзную неделю трудовых традиций. Открытие состоялось в Смоленске 26-28 сентября 1986 года.
В 1979 году берёт своё начало военно-патриотическая акция «Вахта памяти». На Смоленщине эта акция впервые прошла в 1989 году, в ней приняли участие более тысячи поисковиков из разных регионов страны.

### Кризис и распад ВЛКСМ
В середине 1980-х годов о серьёзных проблемах в комсомольской организации открыто заговорили не только в первичных организациях, но и на высшем уровне. Так в апреле 1987 года на XX съезде ВЛКСМ I секретарь ЦК комсомола В. И. Мироненко в своем докладе публично заявил, что «проявились глубокие противоречия между демократическим характером организации и бюрократическими методами руководства, между стремлением молодёжи к новому и застывшими на десятилетия формами работы». XX ВЛКСМ съезд принял новый Устав, который значительно расширил права первичных комсомольских организаций, в том числе в экономической сфере. В дополнение к этому, в августе 1988 года Совет Министров СССР своим Постановлением предоставил комсомолу серьёзные налоговые льготы, что вызвало бурный рост молодёжных хозрасчётных организаций. К марту 1989 года на Смоленщине действовало уже около 30 подобных объединений. В это же время комсомолу предоставили право выдвигать своих делегатов в Верховный Совет СССР. В Смоленской области области первым делегатом стал I секретарь обкома ВЛКСМ А. И. Трудолюбов.
Одним из основных проявлений кризиса ВЛКСМ стало резкое сокращение численности. Ряды Смоленской областной организации ВЛКСМ с 1986 по 1990 год уменьшились со 130,8 до 68,6 тысяч юношей и девушек. Численность ВЛКСМ с 1984 по 1991 год упала с 42,8 комсомольцев до 23 миллионов юношей и девушек.
Первыми из состава ВЛКСМ вышли Коммунистический Союз молодёжи Литвы, чуть позже - комсомол Эстонии (1989 год). В феврале 1990 года состоялся первый съезд комсомольских организаций РСФСР, на котором был образован ЛКСМ РСФСР, правда, пока ещё в составе ВЛКСМ. Первым секретарём Центрального комитета был избран первый В. В. Елагин.
 Комсомол Смоленщины также изменил своё название и стал называться Смоленской областной организацией ЛКСМ РСФСР.
Распад молодёжного союза продолжился на XXI внеочередном комсомольском съезде (1990 год). На нём было решено реорганизовать ВЛКСМ в федерацию самостоятельных комсомольских организаций. Тогда же комсомол заявил о своей полной политической самостоятельности. Первым секретарем ЦК ВЛКСМ на этом съезде был избран В. М. Зюкин.
В Центральном Комитете ВЛКСМ некоторое время ещё рассматривали альтернативные пути развития комсомола: в виде движения политклубов, движения научно-технического творчества молодёжи, молодёжных жилищных комплексов, студенческих строительных отрядов, экологического движения и др. Но после августовских событий 1991 года ЦК резко взял курс на ликвидацию молодёжного комсомола, как Всесоюзной организации.
История ВЛКСМ закончилась на XXII чрезвычайном съезде (сентябрь 1991 года). В своем докладе В. М. Зюкин заявил: «Старая система разрушена и вместе с ней из политического бытия должна уйти и организация, которая была элементом системы. Существование комсомола даже в новых одеждах объективно невозможно». Правопреемниками ВЛКСМ были объявлены субъекты федерации и местные организации, между которыми была распределена большая часть комсомольской собственности.

### Образование Смоленской областной организации РСМ
В 1990 году комсомольские организации областей, краев и республик в составе РСФСР образовали ЛКСМ РСФСР. На созванной в октябре 1991 года I Конференции ЛКСМ РСФСР было принято решение о переименовании организации в Российский Союз Молодёжи. Первым секретарём ЦК РСМ был избран В. В. Лащевский. В Уставе РСМ эта организация была определена как самостоятельная, федеративная общественная организация, объединяющая на территории Российской Федерации молодых людей, союзы и организации молодёжи.
25 января 1992 года состоялась XXVII Смоленская конференция ЛКСМ РСФСР, которая приняла решение о переименовании областной организации комсомола в Смоленскую областную организацию РСМ. Первым её руководителем был избран С. А. Григоренко, который 22 ноября того же года был переведён в аппарат ЦК РСМ, а на должность I секретаря областного комитета РСМ был избран Н. В. Казанцев.